# Buschdorf
Buschdorf är en ort i Luxemburg.   Den ligger i distriktet Luxemburg, i den centrala delen av landet, 18 kilometer nordväst om huvudstaden Luxemburg. Buschdorf ligger 269 meter över havet och antalet invånare är 387.
Terrängen runt Buschdorf är huvudsakligen platt, men österut är den kuperad.  Runt Buschdorf är det ganska tätbefolkat, med 116 invånare per kvadratkilometer.. Närmaste större samhälle är Luxemburg, 17,7 kilometer sydost om Buschdorf. 
I omgivningarna runt Buschdorf växer i huvudsak blandskog.